# Sphaeralcea bonariensis
Sphaeralcea bonariensis là một loài thực vật có hoa trong họ Cẩm quỳ. Loài này được (Cav.) Griseb. miêu tả khoa học đầu tiên năm 1874.